# Vera Alexandrova
Vera Alexandrova, född Lokman den 8 september 1893 i Moskva, död 1 november 1968 i Sigtuna, var en ryskfödd svensk dansare, danspedagog och författare. Hon undervisade en rad sedermera framstående dansare, koreografer och skådespelare.

## Biografi
Vera Alexandrova studerade balett, fridans och teater vid Ryska teaterakademin GITIS, där hon tog examen 1918. Efter revolutionen flydde hon till Tallinn, där hon blev anställd som dansös och dansregissör vid statsoperan. År 1923 gifte hon sig med den svenske ingenjören Ernst Gösta Lundquist och kom till Göteborg, där hon grundade en dansskola för barn, ungdomar och vuxna som genast blev uppmärksammad. År 1926 flyttade hon med skolan till Östermalm; därefter var hon bosatt i Sigtuna och Stockholm under resten av sitt liv. Under 1920- och 1930-talet var hennes dansskola mycket populär bland välbeställda familjer i Stockholm. Hon undervisade både i balett och så kallad plastisk dans och samarbetade med flera scener där eleverna fick ha uppvisningar och så småningom också kunde få uppdrag. Under de första åren i Sverige framträdde hon också själv som danskonstnär. Redan efter några år skrev hon även danskritik på svenska, framför allt i tidskriften Scenen, samtidigt som hon underhöll Stockholms konstnärer, radikaler och intellektuella av olika nationaliteter i sin våning.
Vera Alexandrova var inspirerad av Isadora Duncans idéer om den fria dansen och kvinnans frigörelse. Vera Alexandrova menade att dansen kunde frigöra det konstnärliga anlag som finns inom varje människa, inte minst inom barnen. Genom spontana kroppsrörelser kan människan också komma i kontakt med och uttrycka sin fantasi och sin personlighet medan inre spänningar kan släppa. Det var också framför allt som danspedagog som Vera Alexandrovas rykte bestod. Bland hennes elever kom flera att bli framgångsrika dansare, koreografer och pedagoger, som Birgit Cullberg, Elsa-Marianne von Rosen, Ivo Cramér och Eva Dahlgren.
Efter skilsmässa 1935 gifte Vera Alexandrova om sig 1937 med författaren Peder Sjögren. Därefter inleddes hennes eget författarskap med den prosalyriska berättelsesamlingen Katedralen i berget, 1941, vars modernistiska och drömska stil fick ett fint mottagande i pressen. På 1940-talet föreläste hon under flera år i rad vid Kvinnliga medborgarskolan på Fogelstad. Hon höll också kurser vid Södergården i Stockholm och blev på Herta Svenssons initiativ anlitad för att undervisa fabriksarbeterskorna på Tobaksmonopolet i Stockholm i rytmisk gymnastik. Detta arbete skildrar hon poetiskt och engagerat i Maskinen och blomman, 1944. Samtidigt utkom den mer melankoliska diktsamlingen Femina sum.
Vera Alexandrovas religiositet hängde nära samman med hennes samhällskritik. Hon var född ortodox kristen men kom att upptas i katolska kyrkan. Med tankeboken Skogen Stockholm, 1945, utvecklade Vera Alexandrova den religiösa tematik som skymtat redan i de tidigare böckerna, bitvis med ett mer dogmatiskt tonfall. De självbiografiska romanerna Sandal och sidensko, 1949, och Träduvor i parken, 1950, skildrar hennes uppväxt och lärotid som ung dansös i Moskva.
Vera Alexandrova dog i Sigtuna 1968. Hon är begravd på Katolska Kyrkogården i Stockholm.